# Prescilla Lecurieux
Pour les articles homonymes, voir Lecurieux.
Prescilla Lecurieux (née le 1er décembre 1992 à Clamart) est une athlète française spécialiste du lancer de javelot. Elle est l'actuelle détentrice du record de France junior de la discipline avec la marque de 57,18 m, établie le 15 juillet 2011 à Dreux.

## Biographie
Elle est la fille de Philippe Lecurieux, lanceur de javelot, qui est également son entraîneur.
Lors des championnats d'Europe juniors 2011, à Tallinn en Estonie, Prescilla Lecurieux prend la quatrième place avec 54.93m. La veille, elle avait terminé première des qualifications en propulsant son engin à 56.99m.
Elle participe à la Coupe d'Europe hivernale des lancers en -23 ans et finit par deux fois au pied du podium à Bar (2012) et à Castellón de la Plana (2013). En 2014, à la Coupe d'Europe de Leiria, elle parvient à prendre la troisième place avec un jet à 56,91m réalisé au dernier essai, derrière l'Estonienne Liina Laasma et celle qui remportera les Jeux Olympiques de Rio deux ans plus tard, la Croate Sara Kolak.
Elle possède les titres de championne de France cadette (2009), junior (2010, 2011), et espoir (2012,2013,2014) du lancer de javelot.
Elle est également joueuse de rugby au sein de l'AC Bobigny 93.

## Palmarès
| Date | Compétition                       | Lieu                  | Résultat | Performance |
| ---- | --------------------------------- | --------------------- | -------- | ----------- |
| 2011 | Championnats d'Europe juniors     | Tallinn               | 4e       | 54,93 m     |
| 2012 | Coupe d'Europe des lancers -23ans | Bar                   | 4e       | 54,02 m     |
| 2013 | Coupe d'Europe des lancers -23ans | Castellón de la Plana | 4e       | 54,49 m     |
| 2014 | Coupe d'Europe des lancers -23ans | Leiria                | 3e       | 56,91 m     |

| Date | Compétition                        | Lieu       | Résultat | Performance |
| ---- | ---------------------------------- | ---------- | -------- | ----------- |
| 2008 | Championnats de France Cadettes    | Vénissieux | 3e       | 40,59 m     |
| 2009 | Championnats de France Cadettes    | Bondoufle  | 1re      | 45,65 m     |
| 2010 | Championnats de France Junior F    | Niort      | 1re      | 45,62 m     |
| 2010 | Championnats de France Nationale 2 | Albi       | 2e       | 47,07 m     |
| 2011 | Championnats de France Junior F    | Dreux      | 1re      | 48,36 m     |
| 2012 | Championnats de France Espoir F    | Reims      | 1re      | 51,69 m     |
| 2012 | Championnats de France Elite       | Angers     | 3e       | 53,04 m     |
| 2013 | Championnats de France Espoir F    | Aubagne    | 1re      | 49,29 m     |
| 2014 | Championnats de France Espoir F    | Albi       | 1re      | 54,02 m     |

## Records
| Épreuve | Performance | Lieu  | Date            |
| ------- | ----------- | ----- | --------------- |
| javelot | 57,18 m     | Dreux | 15 juillet 2011 |

| Épreuve | Performance | Lieu          | Date        |
| ------- | ----------- | ------------- | ----------- |
| javelot | 57,23 m     | Aix-les-Bains | 20 mai 2012 |